# Heleophrynidae
Heleophrynidae Noble, 1931 è una famiglia di anfibi dell'ordine degli Anuri. 

## Distribuzione e habitat
Gli esemplari della famiglia degli Heleophrynidae sono specie di montagna, infatti popolano le zone montuose del Sudafrica, dello Swaziland e del Lesotho. Sui Monti dei Draghi esiste una zona protetta del WWF che ne ospita numerosi esemplari.

## Tassonomia
La famiglia comprende 7 specie raggruppate in due generi:
- Hadromophryne Van Dijk, 2008 (1 sp.)
  - Hadromophryne natalensis Hewitt, 1913
- Heleophryne Sclater, 1898, (6 sp.)
  - Heleophryne depressa FitzSimons, 1946
  - Heleophryne hewitti Boycott, 1988
  - Heleophryne orientalis FitzSimons, 1946
  - Heleophryne purcelli Sclater, 1898
  - Heleophryne regis Hewitt, 1910
  - Heleophryne rosei Hewitt, 1924